# Biotipo costituzionale (Giacinto Viola)
Il biotipo costituzionale secondo Giacinto Viola indica, in biotipologia, un gruppo di esseri viventi con caratteristiche morfologiche, fisiologiche geneticamente omogenee (genotipo).
Per quanto riguarda il campo medico, dal punto di vista morfologico, tradizionalmente sono individuati tre biotipi fondamentali:
- normotipo, in cui vi è proporzione fra la lunghezza degli arti e quella del tronco;
- longitipo, in cui la lunghezza degli arti prevale su quella del tronco;
- brachitipo, in cui lo sviluppo del tronco prevale su quello degli arti.

Nell'etnologia il biotipo descrive i fenotipi rintracciabili in alcune etnie (ad esempio, biotipo mediterraneo, asiatico, ecc.).